# 宝拉·比森特
宝拉·比森特（Paula Vicente ，1519年—1576年），葡萄牙艺术家，音乐家和作家。 
她是吉尔·维森特（Gil Vicente）和麦西利亚·罗德里格斯（MecíliaRodrigues）的女儿，也是路易斯·维森特（LuísVicente）的姐姐。她被任命为维塞乌公爵夫人，葡萄牙玛丽亚的女官，并且从未结过婚。

## 作品
- Arte de Língua Inglesa e Holandesa para instrução dos seus Naturais